# Roman Ochyński
Roman Antoni Ochyński (ur. 18 maja 1959 w Iłży, zm. 16 grudnia 2018 w Starej Wsi) – polski samorządowiec, starosta lipski w latach 2002–2018.

## Życiorys
Syn Grzegorza i Bogusławy. Z zawodu był weterynarzem. Prowadził własną praktykę weterynaryjną. Związany był z Polskim Stronnictwem Ludowym. W 1999 został wybrany radnym powiatu lipskiego I kadencji. W latach 2002–2018 piastował funkcję starosty lipskiego. Podczas wyborów samorządowych w 2018 bezskutecznie ubiegał się o mandat radnego do Rady Powiatu. 